# Cephalops turkmenorum
Cephalops turkmenorum är en tvåvingeart som beskrevs av Kuznetzov 1990. Cephalops turkmenorum ingår i släktet Cephalops och familjen ögonflugor.
Artens utbredningsområde är Turkmenistan. Inga underarter finns listade i Catalogue of Life.